# 歯牙腫
歯牙腫（しがしゅ）とは、歯の硬組織を主体とする歯原性腫瘍の一種。エナメル上皮腫と共に歯原性腫瘍の代表格である。
形成された硬組織の配列状態により複雑性と集合性に分けられ、後者が多いといわれるが両者の移行性もあり。両者とも本当の腫瘍ではなく組織奇形（過誤腫）に類似する病変である。

## 複雑性歯牙腫
歯牙硬組織が不規則に配列し、形成された塊状物からなる。

## 集合性歯牙腫
多数の小さな歯牙様構造物の集合からなる。

## 複合性歯牙腫
多数の小さな歯牙様構造物が大量に入った嚢からなる。2019年7月にインドのチェンナイの歯科大学病院を受診した男児にこの症状が認められた。